# Juan Valdés (pintor)
Juan Rodríguez-Valdés y Paredes, conocido artísticamente como Juan Valdés (Badajoz, 15 de mayo de 1942) es un pintor español, de la que destaca especialmente su actividad como retratista. Ha pintado en distintas ocasiones a miembros de la familia real española y también son conocidas sus representaciones de personajes públicos del mundo del flamenco y el toreo.

## Biografía
Al quedar huérfano de padre a los cinco años y de madre a los ocho, se crio con sus abuelos. Estudió Maestría Industrial y modelado y dibujo por las noches en la Escuela de Artes y Oficios de Badajoz.
A los catorce años, comenzó a concurrir a certámenes artísticos para principiantes organizados por ayuntamientos y diputación. y un año después, participó también en el II Concurso Nacional de Artes Plásticas en Madrid, que marcó su vocación definitiva hacia la pintura. Tras pasar por la escuela de artes y oficios de su ciudad natal, en 1960, superó los exámenes de acceso a la Escuela Superior de Bellas Artes de Santa Isabel de Hungría, de Sevilla, donde llegó con una beca de la Diputación de Badajoz de mil quinientas pesetas mensuales.
Consiguió un puesto de profesor de dibujo en la Escuela Superior de Bellas Artes de Sevilla en los años sesenta y ejerció también como profesor en el centro de Artes Aplicadas y Oficios Artísticos de Sevilla en las asignaturas de Serigrafía y Teoría del color. A partir de este momento su carrera fue en progresión. En su trayectoria, figuran exposiciones en Japón (1988), Estados Unidos y Países Bajos, además de en varias ciudades españolas como Sevilla (1992), Mérida, Badajoz o Madrid.
La trayectoria de Juan Valdés ha estado muy ligada a la capital andaluza, para la que hizo el cartel de Fiestas de Primavera, de la Semana Santa y en varios ocasiones para la Maestranza, aunque no se considera cartelista. Es conocido por su pintura figurativa, ámbito en el que ha destacado con imágenes de flamenco, toreo o carnaval y por sus retratos. Suyos son, por ejemplo, los retratos para los que pasaron los reyes de España, Juan Carlos y Sofía y que presidieron el Pabellón Real durante la Exposición Universal de Sevilla de 1992.
En 2017, el Museo Provincial de Bellas Artes de Badajoz le dedicó una exposición antológica y en 2018 fue nombrado hijo predilecto de esta ciudad. En 2015 completó un retrato del rey Felipe VI que se expone en el Salón Colón de la casa consistorial sevillana. 
Con más de setecientas obras realizadas y presencia en cinco museos internacionales, ha firmado trescientos retratos, entre los que destacan también los realizados a personalidades relevantes como el Papa Benedicto XVI, artistas como Juanita Reina, Rocío Jurado, Paco de Lucía, Manolo Sanlúcar o Antonio Mairena, y toreros como Curro Romero o Antonio Ordóñez. En 2023, fue galardonado con la Medalla de Oro de Andalucía.